# Torrelavega
Torrelavega – miasto w Hiszpanii, w regionie Kantabria. W 2011 r. miasto to na powierzchni 35,5 km² zamieszkiwało 55 553 osób.
W mieście rozwinął się przemysł metalowy, chemiczny, materiałów budowlanych, włókienniczy oraz celulozowy.

## Sport
W mieście swoją siedzibę ma żeński klub piłki siatkowej Club Voleibol Torrelavega, występujący w najwyższej klasie rozgrywkowej w Hiszpanii.